# Gwyn Griffin
Griffin Gwyn (Egitto, 1922 – Introdacqua, 1967) è stato un romanziere inglese.

## Biografia
Gwyn Griffin è nato in Egitto, dove suo padre era in servizio coloniale, ed è stato educato in Inghilterra. Durante la seconda guerra mondiale ha svolto compiti amministrativi in diverse colonie britanniche in Africa: è stato impiegato con il grado di maggiore dell'Orde Wingate in Etiopia e poi come aiutante per il principe Makonnen, uno dei figli dell'imperatore Hailé Selassié. Tra il 1946 e il 1947 è stato assistente sovrintendente nella Polizia Eritrea, in seguito ha lavorato come pilota nel Porto di Assab. 
Nel 1950 sposò Patricia Dorman-Smith, figlia di Sir Reginald Dorman-Smith. La coppia è vissuta in Australia e nelle isole Canarie prima di stabilirsi definitivamente ad Introdacqua in Abruzzo. Non hanno avuto figli ma hanno avuto un grande amore per la natura e gli animali. Gwyn Griffin è morto per una infezione nel mese di ottobre del 1967.
Sebbene la maggior parte dei libri di Griffin sono ambientati nelle ex colonie britanniche, Master of this Vessel e An Operational Necessity sono storie di mare e A Last Lamp Burning è ambientato a Napoli. 
I libri di Gwyn Griffin sono stati ben accolti dai lettori, e la sua capacità narrativa è stata particolarmente sottolineata dai critici letterari. 
Nel 1965 gli è stato assegnato un premio Putnam per A Last Lamp Burning. 
Il suo ultimo romanzo, An Operational Necessity, è la narrazione romanzata sull'unico caso documentato nella seconda guerra mondiale in cui un sommergibile tedesco silura un mercantile greco, Peleus, ed il comandante tedesco ordina di mitragliare i sopravvissuti e di affondare le scialuppe di salvataggio. È stato il libro del mese e al momento della sua morte era considerato un best seller dal New York Times. È stato ristampato nel 1999 dalla Harvill Press.

## Opere
- The Occupying Power - 1956
- By the North Gate - 1958
- Something of an Achievement - 1960
- Master of This Vessel[2] - 1961
- A Significant Experience - 1963
- Freedom Observed - 1963
- A Scorpion on a Stone - 1965
- A Last Lamp Burning - 1966
- An Operational Necessity - 1967